# NGC 73
NGC 73 (również PGC 1211) – galaktyka spiralna (Sbc), znajdująca się w gwiazdozbiorze Wieloryba. Odkrył ją Lewis A. Swift 21 października 1886 roku.